# 五所塚
五所塚（ごしょづか）は、神奈川県川崎市宮前区の町名。現行行政地名は五所塚1丁目及び五所塚2丁目。住居表示未実施区域。面積は0.154km²。

## 地理
宮前区の北部に位置する。多摩丘陵の斜面に宅地が立ち並ぶ町である。
五所塚は北端で多摩区長尾と、東端で神木本町と、南端で平と接している（特記のない町名は宮前区所属）。

### 面積
面積は以下の通りである。
| 丁目        | 面積（km²） |
| ----------- | ----------- |
| 五所塚1丁目 | 0.076       |
| 五所塚2丁目 | 0.078       |
| 計          | 0.154       |

### 地価
住宅地の地価は、2024年（令和6年）7月1日時点の神奈川県地価調査によれば、五所塚2丁目8番3の地点で15万6000円/m²となっている。

## 歴史
当地は、かつて武蔵国橘樹郡長尾村と同郡平村の各一部であり、ほとんどが畑で占められていた。戦後昭和34年より川崎市によって山を切り崩し谷を埋める大規模な宅地造成が行われ、造成中は「長尾団地」、分譲住宅地完成後には「五所塚団地」と名付けられ、独立した町域となった。

### 地名の由来
五所塚第1公園内にある南北に5つ並んだ塚に由来する。この塚には平将門の乱の兵士、あるいは長尾景虎の従者の墓という言い伝えもあるが、十三塚と同様に、村境を鎮護する信仰施設という見方もなされている。

### 沿革
- 江戸時代 - 当地は長尾村、平村の各一部に属した。
- 江戸時代の文化・文政期 - 「新編武蔵風土記稿」の長尾村の頁に「墳墓五ヶ塚」が登場。昔し塚より石の箱と真鍮の丸が掘り出され、古代の明器であろうが今は失われているという話しが記録される。[13]
- 1889年（明治22年） - 町村制施行に合わせて、長尾村・平村など4村が合併して向丘村が成立。当地は向丘村大字長尾と大字平の各一部となる。
- 1938年（昭和13年） - 向丘村が川崎市に編入。当地は川崎市大字長尾と大字平の各一部となる。
- 1961年（昭和36年） - 宅地開発により、五所塚一丁目・二丁目が成立[14]。
- 1972年（昭和47年） - 川崎市が政令指定都市に移行。当地は高津区五所塚となる。
- 1975年（昭和50年） - 長尾の一部が多摩区に編入され、住居表示が施行されるのに伴い、五所塚一丁目の一部が多摩区長尾二丁目・三丁目の各一部となる[15]。
- 1982年（昭和57年） - 高津区から宮前区が分区。当地は宮前区五所塚となる。

## 名所・旧跡

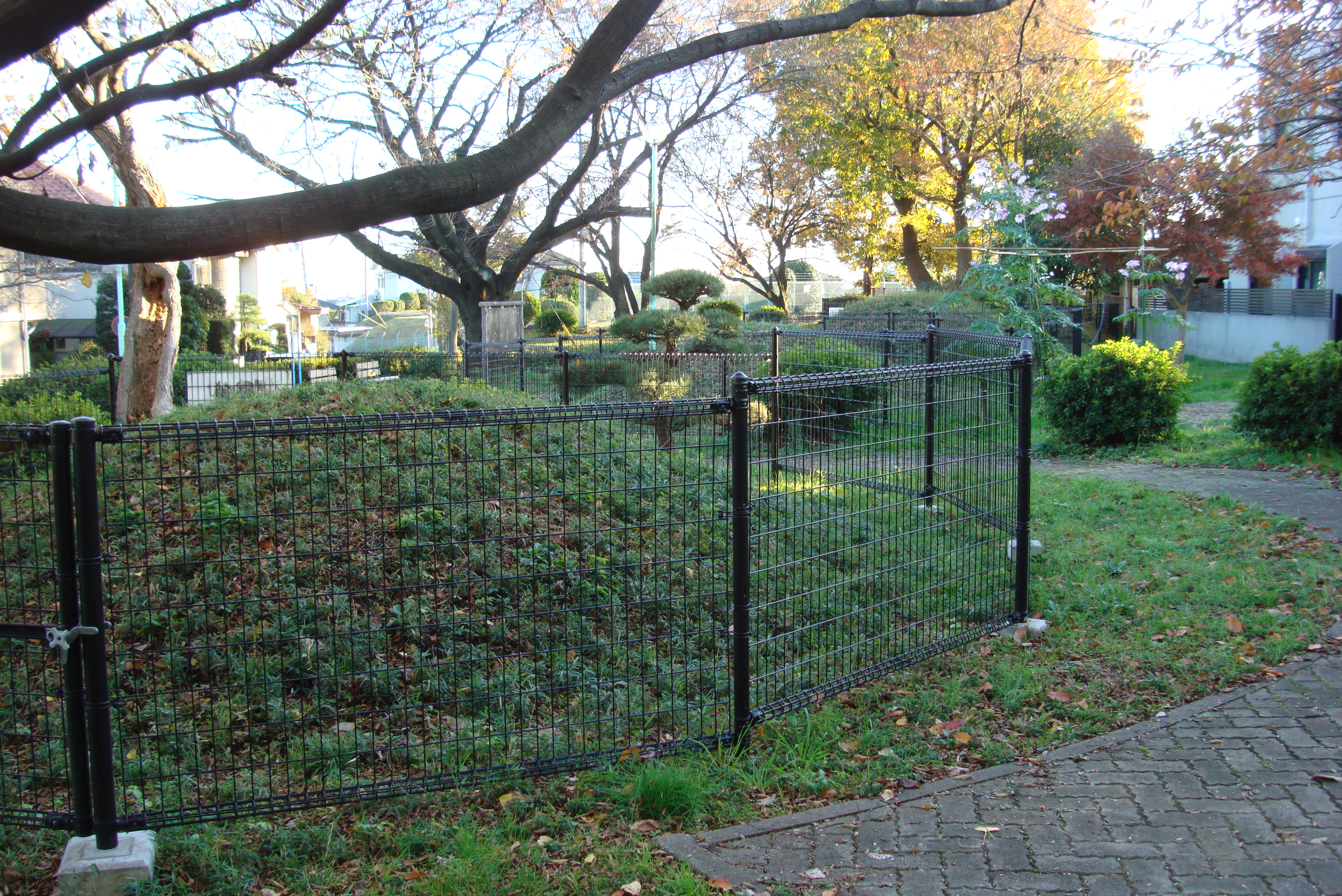
五所塚

- 五所塚（ごしょづか） - 高さ2m前後の塚が南北に5つ並ぶ。中世の信仰塚であったと考えられている。
- 権現台遺跡（ごんげんだいいせき） - 縄文時代中期から後期の集落跡。
- 見晴らし坂 - 富士山、箱根、生田緑地、東京府中方面、秩父の山並みなどの眺望が良いことから宮前区が坂道の愛称を選定。みやまえカルタ「雲近く 屋根を見下ろす 見晴らし坂」

### 町域の新旧対照
五所塚が成立する前の字は、以下のようになっていた。
| 現町丁      | 設定前の字                                     |
| ----------- | ---------------------------------------------- |
| 五所塚1丁目 | 長尾字東高根、長尾字西高根、平字風久保の各一部 |
| 五所塚2丁目 | 平字風久保の一部                               |

## 世帯数と人口
2025年（令和7年）6月30日現在（川崎市発表）の世帯数と人口は以下の通りである。
| 丁目        | 世帯数  | 人口    |
| ----------- | ------- | ------- |
| 五所塚1丁目 | 279世帯 | 586人   |
| 五所塚2丁目 | 376世帯 | 835人   |
| 計          | 655世帯 | 1,421人 |

### 人口の変遷
国勢調査による人口の推移。
| 年                 | 人口  |
| ------------------ | ----- |
| 1995年（平成7年）  | 1,454 |
| 2000年（平成12年） | 1,475 |
| 2005年（平成17年） | 1,504 |
| 2010年（平成22年） | 1,444 |
| 2015年（平成27年） | 1,380 |
| 2020年（令和2年）  | 1,422 |

### 世帯数の変遷
国勢調査による世帯数の推移。
| 年                 | 世帯数 |
| ------------------ | ------ |
| 1995年（平成7年）  | 525    |
| 2000年（平成12年） | 550    |
| 2005年（平成17年） | 585    |
| 2010年（平成22年） | 570    |
| 2015年（平成27年） | 560    |
| 2020年（令和2年）  | 595    |

## 学区
市立小・中学校に通う場合、学区は以下の通りとなる（2022年4月時点）。
| 丁目        | 番・番地等 | 小学校             | 中学校           |
| ----------- | ---------- | ------------------ | ---------------- |
| 五所塚1丁目 | 1～11番    | 川崎市立長尾小学校 | 川崎市立平中学校 |
| 五所塚1丁目 | 12～21番   | 川崎市立向丘小学校 | 川崎市立平中学校 |
| 五所塚2丁目 | 全域       | 川崎市立向丘小学校 | 川崎市立平中学校 |

## 事業所
2021年（令和3年）現在の経済センサス調査による事業所数と従業員数は以下の通りである。
| 丁目        | 事業所数 | 従業員数 |
| ----------- | -------- | -------- |
| 五所塚1丁目 | 12事業所 | 60人     |
| 五所塚2丁目 | 4事業所  | 6人      |
| 計          | 16事業所 | 66人     |

### 事業者数の変遷
経済センサスによる事業所数の推移。
| 年                 | 事業者数 |
| ------------------ | -------- |
| 2016年（平成28年） | 13       |
| 2021年（令和3年）  | 16       |

### 従業員数の変遷
経済センサスによる従業員数の推移。
| 年                 | 従業員数 |
| ------------------ | -------- |
| 2016年（平成28年） | 57       |
| 2021年（令和3年）  | 66       |

## 交通

### バス
登戸駅と川崎市バス菅生営業所を結ぶバス（同営業所管轄）、向ヶ丘遊園駅と梶が谷駅を結ぶ東急バス、久地駅登戸駅とあじさい寺を結ぶコミュニティバスあじさい号が当地を経由している。

## その他

### 日本郵便
- 郵便番号 : 216-0021[3]（集配局 : 宮前郵便局[27]）

### 警察
町内の警察の管轄区域は以下の通りである。
| 丁目        | 番・番地等 | 警察署     | 交番・駐在所 |
| ----------- | ---------- | ---------- | ------------ |
| 五所塚1丁目 | 全域       | 宮前警察署 | 神木交番     |
| 五所塚2丁目 | 全域       | 宮前警察署 | 神木交番     |